# Петер, Патрик
Па́трик Пе́тер (нем. Patrick Peter; род. 27 января 1994, Вена, Австрия) — австрийский профессиональный хоккеист, защитник клуба «Вена Кэпиталз». Игрок сборной Австрии.

## Карьера
В австрийском чемпионате Патрик Петер дебютировал в сезоне 2010/11. В 2012 году был признан лучшим новичком года австрийской лиги. Выступал за молодёжные команды Австрии на юниорском чемпионате мира 2012 и молодёжных чемпионатах 2012, 2013 и 2014 годов. Во взрослой сборной Австрии дебютировал 10 апреля 2014 года в матче против сборной Словении.